# Андрущук Валерій Миколайович
Вале́рій Микола́йович Андрущу́к (нар. 7 грудня 1960, Вільшанка, Жашківський район, Черкаська область) — полковник міліції у відставці, пенсіонер, колишній начальник Маріупольського міськуправління міліції, учасник російсько-української війни, захисник Маріуполя.

## Життєпис
Народився 7 грудня 1960 року в селі Вільшанка Жашківського району Черкаської області.
З 2009 року служив у складі Запорізької міліції, нагороджений іменною вогнепальною зброєю «Форт». 2010 року очолював Управління транспортної міліції на Придніпровській залізниці, та після президентських виборів був відправлений на пенсію.
Коли на Сході почалися проросійські заворушення, Валерій Андрущук був у Маріуполі, де разом з однодумцями міліціонерами-пенсіонерами, спортсменами, інтелігенцією створили дружину, яка протистояла сепаратистам. Брав участь у звільненні міськвиконкому 16 квітня. Зважаючи на досвід Андрущука та його обізнаність у стані справ в Маріуполі, керівництво міліції запропонувало полковнику повернутись на службу. 1 травня 2014 року призначений начальником міського управління міліції.
9 травня, під час збройного нападу терористів на Маріупольське міське управління міліції, очільник управління полковник Андрущук давав відсіч терористам, залишив охоплену полум'ям будівлю управління останнім, був захоплений, жорстоко побитий і викрадений. 10 травня у ЗМІ поширилася інформація, що полковника знайшли біля Маріупольського аеропорту повішеним.
У ніч на 12 травня був викуплений з полону терористів за 200 тисяч євро і доставлений в лікарню. Через численні травми — проломлений череп, крововилив у мозок, зламано 7 ребер, пошкоджено легеню — місяць не міг розмовляти, переніс декілька операцій, тривалий час проходив реабілітацію. На службу не повернувся, мешкає з дружиною в Києві.

## Нагороди
20 червня 2014 року — за особисту мужність і героїзм, виявлені у захисті державного суверенітету та територіальної цілісності України, вірність військовій присязі та незламність духу, відзначений — нагороджений орденом «За мужність» III ступеня. Також нагороджений відзнаками МВС України «Хрест Слави» та «Лицар Закону».